# Нью-Лондон (Коннектикут)
Нью-Ло́ндон (англ. New London) — місто на північно-східному узбережжі Сполучених Штатів, морський порт. Він розташований в гирлі Темзи в окрузі Нью-Лондон, на південному сході Коннектикуту. Нью-Лондон розташований приблизно за 172 км від Бостона, 90 км від Провіденса та за 206 км від Нью-Йорка.
Протягом декількох десятиліть, починаючи з початку 19 століття, Нью-Лондон був третім у світі найактивнишим китобійним портом після Нью-Бедфорда і Нантакета. Багатство, яке приніс китобійний промисел — капітал для фінансування більшої частини архітектури цього міста. Нью-Лондон згодом став домівкою для обробної промисловості та послуг доставки товару, але поступово втратив свій комерційний та промисловий потенціал. У місті є академія берегової охорони США.
Під час перепису 2010 року населення Нью-Лондона становило 27 620 осіб. Агломерація Норвіч—Нью-Лондон включає в себе 21 населений пункт, а її населення становить 274 055 осіб.

## Історія

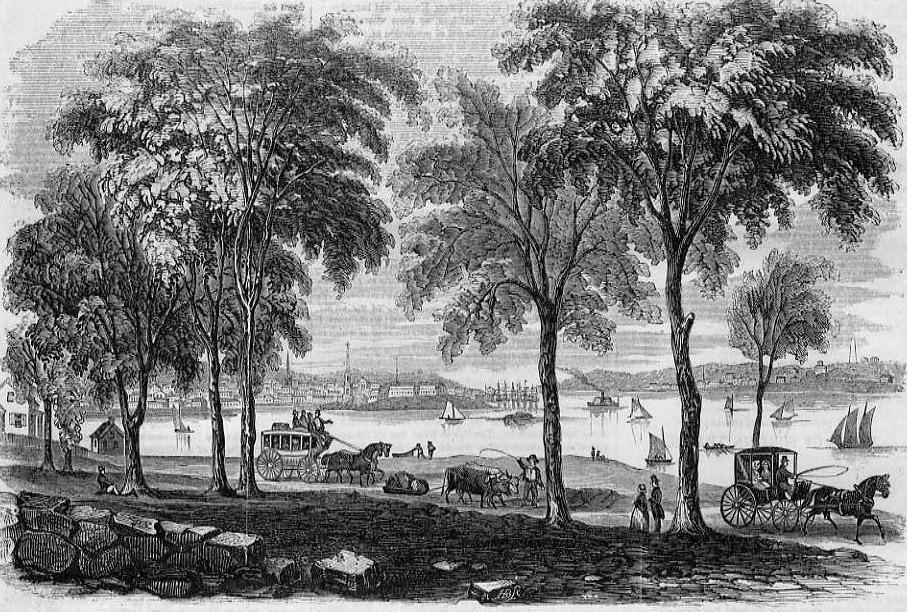
Нью-Лондон в 1854

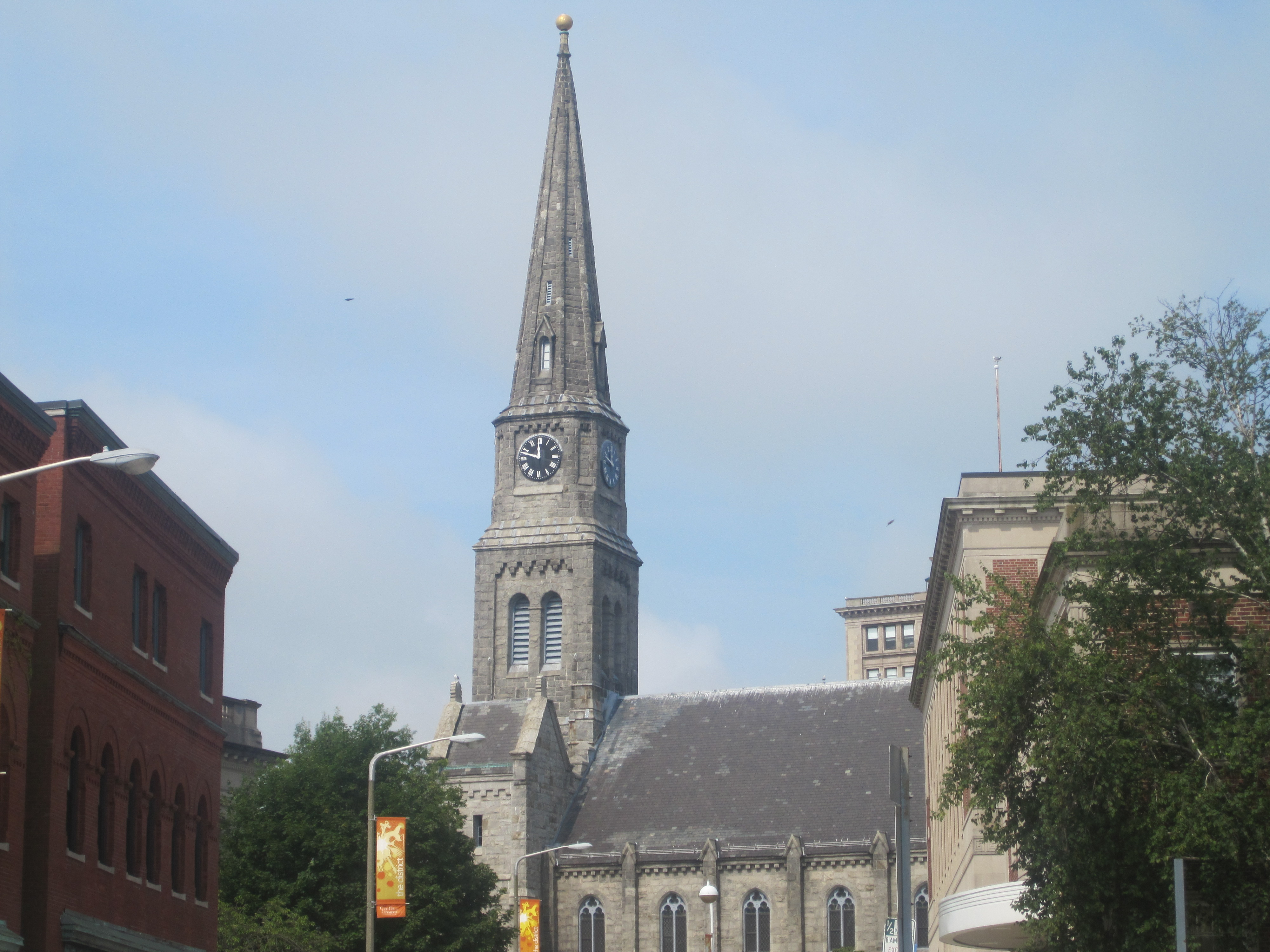
Перша історична конгрегаціоналістська Церква, Об'єднана церква Христа на Стейт-стріт у Нью-Лондоні

Спочатку місцевість називалася Nameaug, так її називало індіанське плем'я Пекот. Джон Уінтроп (молодший) заснував перше англійське поселення тут в 1646 році, що робить його 13-м за рахунком містом, заснованим в Коннектикуті. Жителі неофіційно назвали його Пекот в честь племені. Генеральна Асамблея Коннектикуту хотіла назвати місто Гавань Таун-Фейр (англ. Harbour Town Faire), але громадяни протестували, заявляючи, що вони воліли б, щоб воно називалося Nameaug. Після законодавчого пом'якшення, 10 березня 1658 місто було офіційно назване на честь Лондона.

## Географія
За площею, Нью-Лондон є одним з найменших міст у штаті Коннектикут. З загальної площі 27,9 км², майже половина — вода; 14,3 км² — суходіл.

### Клімат
| Клімат Нью-Лондона    | Клімат Нью-Лондона | Клімат Нью-Лондона | Клімат Нью-Лондона | Клімат Нью-Лондона | Клімат Нью-Лондона | Клімат Нью-Лондона | Клімат Нью-Лондона | Клімат Нью-Лондона | Клімат Нью-Лондона | Клімат Нью-Лондона | Клімат Нью-Лондона | Клімат Нью-Лондона | Клімат Нью-Лондона |
| Показник              | Січ.               | Лют.               | Бер.               | Квіт.              | Трав.              | Черв.              | Лип.               | Серп.              | Вер.               | Жовт.              | Лист.              | Груд.              | Рік                |
| Середній максимум, °C | 2,8                | 4,3                | 8,4                | 14,2               | 19,8               | 25                 | 27,8               | 27,1               | 23,3               | 17,3               | 11,7               | 5,7                | 15,6               |
| Середній мінімум, °C  | −4,9               | −3,8               | −0,3               | 5                  | 10,3               | 15,7               | 19,1               | 18,7               | 14,4               | 8                  | 3,3                | −2                 | 6,9                |
| Норма опадів, мм      | 78.7               | 70.9               | 102.6              | 104.9              | 96.5               | 92.5               | 87.9               | 100.6              | 88.4               | 92.5               | 86.1               | 84.6               | 1085.9             |
| --------------------- | ------------------ | ------------------ | ------------------ | ------------------ | ------------------ | ------------------ | ------------------ | ------------------ | ------------------ | ------------------ | ------------------ | ------------------ | ------------------ |
| Джерело: NOAA         |                    |                    |                    |                    |                    |                    |                    |                    |                    |                    |                    |                    |                    |